# CNN
Cable News Network
Pour les articles homonymes, voir CNN (homonymie).
Cable News Network (CNN) est une chaîne de télévision d'information en continu américaine fondée en 1980 par Ted Turner. La société est rachetée en 1996 par WarnerMedia.
La chaîne est connue pour sa couverture en direct dramatique (et parfois sensationnaliste) de breaking news, ou édition spéciale en français, qui peut durer des jours voire des semaines. Elle est considérée comme favorable au Parti démocrate.

## Description
Elle appartient à une entité commerciale dénommée CNN News Group, qui se compose de plusieurs chaînes incluant CNN/U.S. et CNN en Español pour les États-Unis, CNN International, ainsi que CNN Türk et CNNj.
CNN International est disponible dans le monde entier. La petite sœur de CNN/U.S. est le leader de l'information et une ressource indispensable pour toutes les rédactions de la planète.

## Historique

### Lancement et expansion

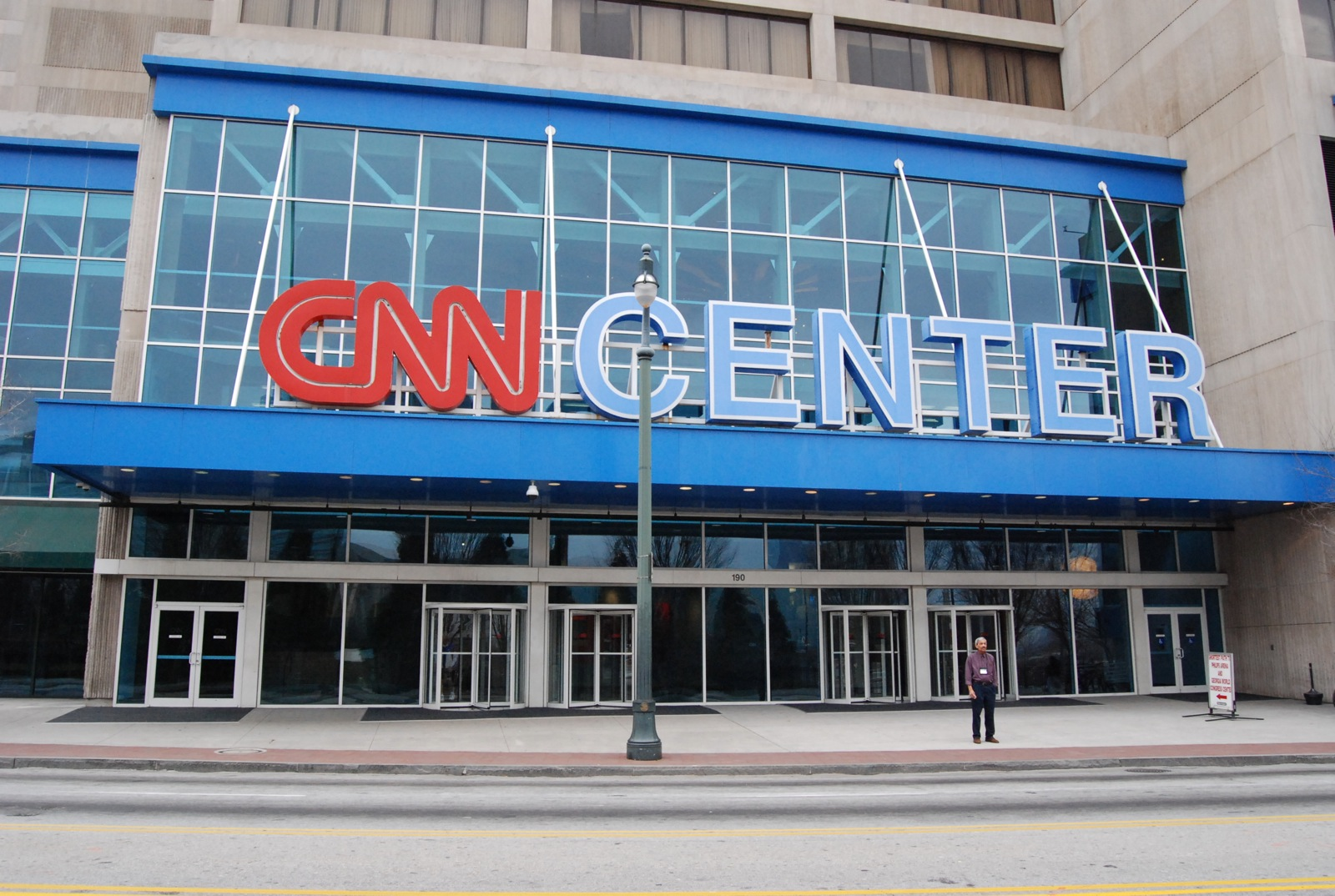
Le CNN Center à Atlanta.

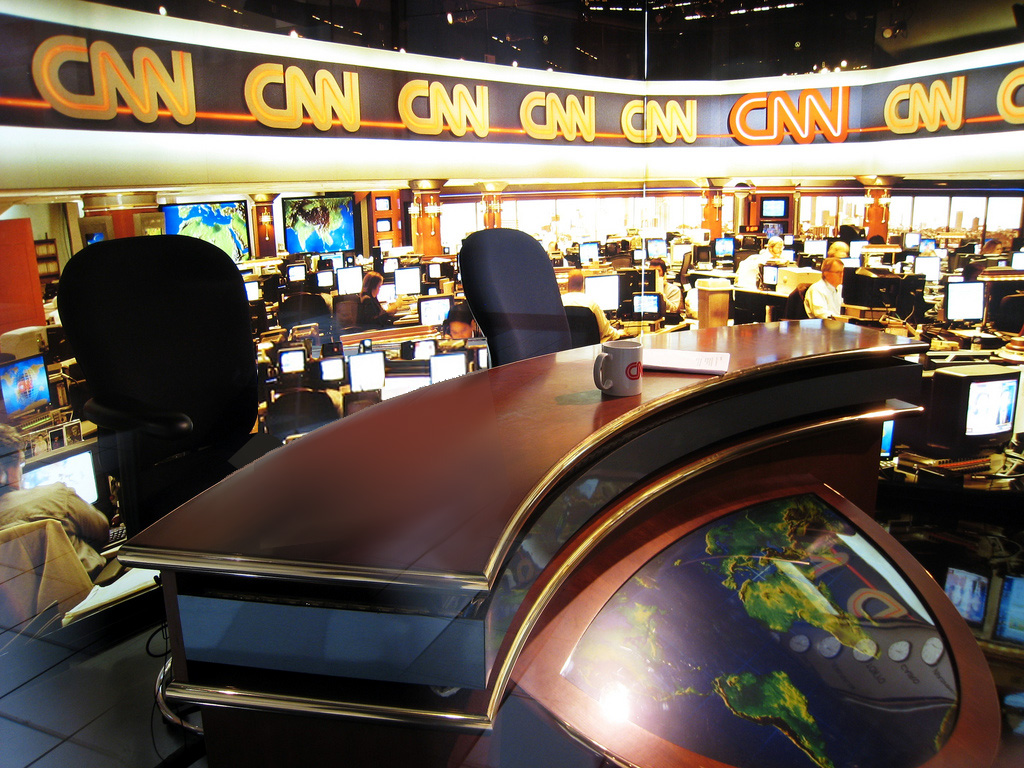
La salle de rédaction de la chaîne.

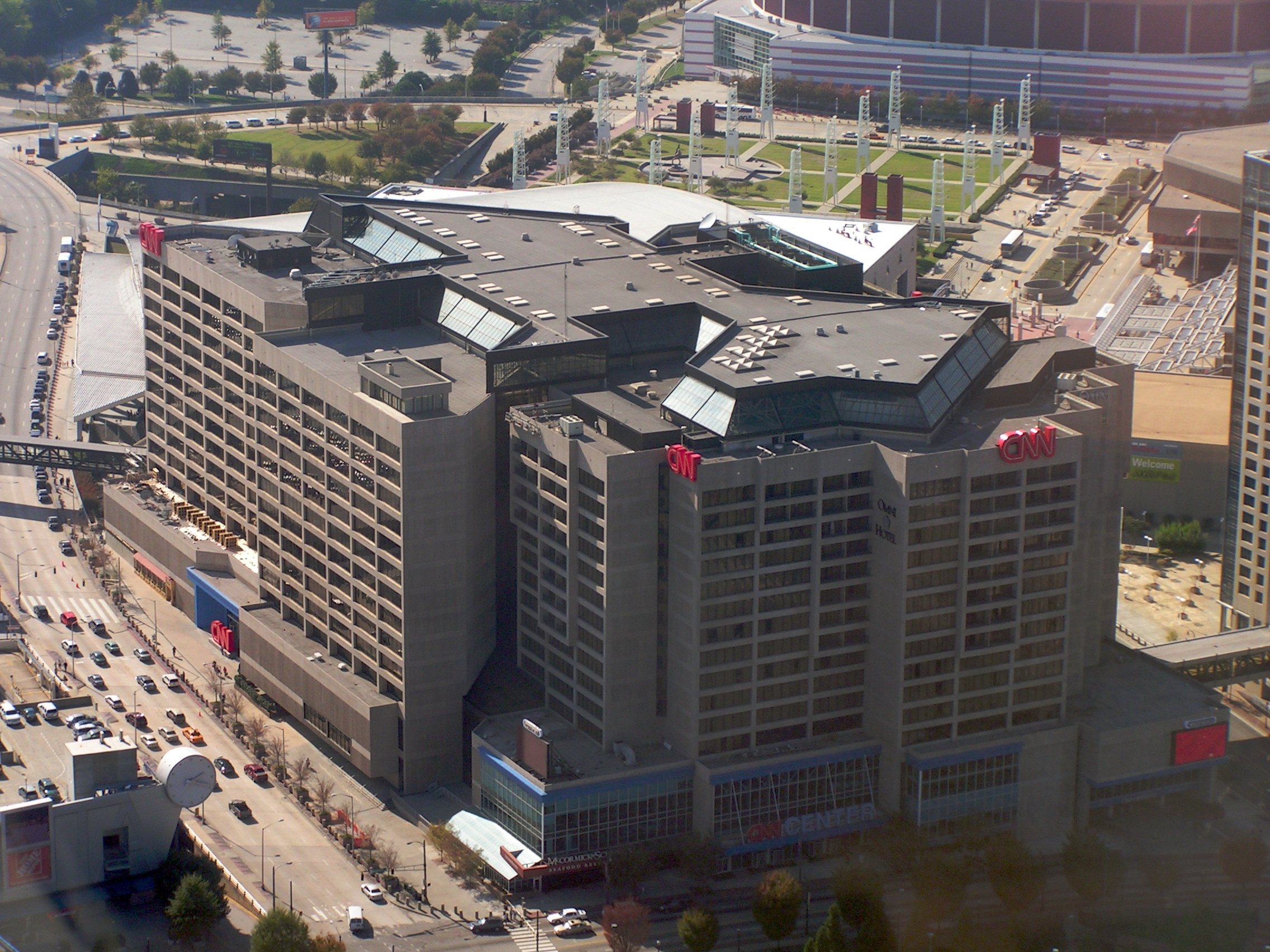
Vue aérienne du siège d'Atlanta.

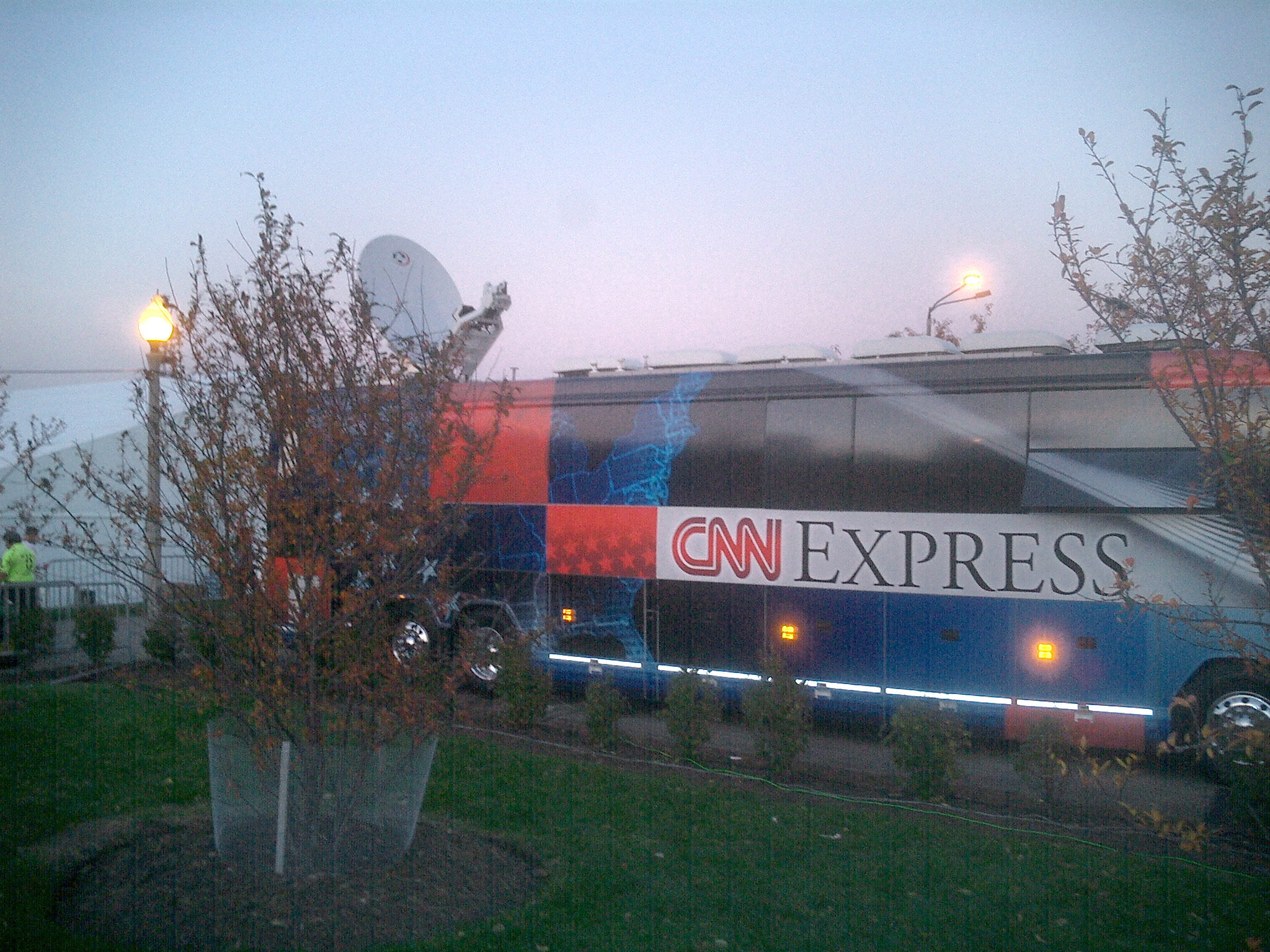
Autocar CNN Express utilisé pour suivre la campagne de l'élection présidentielle américaine de 2008.

CNN a été fondé en 1980 par Ted Turner. Les autres chaînes de télévision, proposant de l'information au format traditionnel, se moquaient alors d'elle.[réf. nécessaire] Ces railleries ont disparu au profit de tentatives d'imitation au fur et à mesure que s'accroissait l'audience de leur rivale. CNN est un gouffre financier à son lancement, la chaîne perdant jusqu'à 2 millions de dollars par mois. Ce n'est qu'en 1985 que CNN enregistre ses premiers bénéfices (14 millions de dollars) et commence à connaître un véritable essor au niveau national. Le lancement de CNN International en septembre 1985 permet à CNN de devenir un réseau mondial alors que la couverture en direct de l'accident de la navette spatiale Challenger en janvier 1986 lui donne une exposition sans précédent sur le marché américain.
CNN a introduit le concept de l'information 24 heures sur 24, dite en continu. Déjà connue pour ce fait, elle devient célèbre dans le monde entier lors de la Guerre du Koweït de 1990-1991 en couvrant intégralement, souvent en direct, le déroulement du conflit depuis l'invasion du Koweït jusqu'au cessez-le-feu. Les images de tirs dans la nuit de Bagdad sont restées célèbres. Ces images de combats, parfois fournies par l'US Army, étaient alors reprises dans le monde entier par toutes les chaînes de télévision.

### Intégration dans le groupe Time Warner
Depuis 1996, elle fait partie du groupe Time Warner. Les premières synergies entre les deux groupes se matérialisent le 12 décembre 1996 avec la création de CNN Sports Illustrated (en) qui rassemble des équipes de CNN et du magazine Sports Illustrated détenu par Time Warner. Cette chaîne d'information sportive en continu qui entre en concurrence directe avec ESPNews ne rencontrera jamais son public et sera finalement supprimée le 15 mai 2002.
Tom Johnson, patron de CNN à l'époque, annonce en février 1997 un plan de réduction des coûts tout en maintenant un plan de développement important, avec notamment le lancement de CNN en Español le 15 mars 1997.
Le 6 septembre 2007, CNN débute sa diffusion en haute définition .
Aujourd'hui[Quand ?] CNN doit faire face à une concurrence sévère. Elle a face à elle des chaînes d'informations en continu concurrentes sur le marché américain (Fox News, MSNBC par exemple), mais aussi sur le marché international (BBC World, Russia Today, Euronews, Al Jazeera, France 24, Africa 24, etc.). Chaque pays veut désormais lancer sa chaîne d'informations en continu ayant vocation à être diffusée à travers le monde. Avoir une chaîne d'informations en continu, est perçu comme un moyen d'influencer le monde par la diffusion de la culture, des valeurs et finalement du point de vue du pays émetteur.
Le siège de CNN et la plupart des studios sont situés à Atlanta, dans le CNN Center, qui peut aujourd'hui être visité. Cependant, le groupe dispose de studios supplémentaires dans les grandes villes des États-Unis : New York, Chicago, Washington, D.C.. Elle en a aussi dans plusieurs régions du monde comme Abu Dhabi, Londres, Hong Kong qui sont respectivement les maisons mères de leur studio au Moyen-Orient, en Europe et en Asie/Pacifique. Elle disposait aussi d'un bureau en Iran, mais fut contrainte de s'en aller après l'élection de 2009 et le maintien au pouvoir de Mahmoud Ahmadinejad.
La chaîne s'est fait parfois remarquer en localisant maladroitement des villes sur son infographie, comme lors du G20 de 2011 à Cannes qui était localisé en Espagne du nord-ouest. La chaîne a également localisé Hong Kong en Amérique du Sud, l'Irak en Europe, Auckland en Australie ou encore Londres dans le Norfolk.
Fin 2014, la chaîne cesse sa diffusion en Russie à la suite de l'arrivée d'une réglementation qui interdisait la diffusion de publicité sur le câble. Cependant, en février 2015, CNN a annoncé avoir demandé une licence de diffusion pour pouvoir à nouveau émettre dans le pays.
En 2016-2017, CNN veut rivaliser avec le New York Times, le Washington Post et d'autres titres. La chaîne procède à la création d’une équipe d’enquête, composée de ses meilleurs journalistes d’investigation et renforcée de plusieurs recrues. En opposition avec Donald Trump, elle se voit taxée par celui-ci de « Clinton News Network » pendant la campagne présidentielle de 2016, Trump l'accusant de propager ce qu'il qualifie de fausses informations sur son compte.
La démission en juin 2017 de trois journalistes vedettes de la chaîne, lesquels avaient dû se rétracter, et s'excuser, pour avoir cautionné un article qui reliait Trump à un fonds d'investissement russe, cette démission semble renforcer les arguments du président américain contre CNN. L'article incriminé n'était, en effet, basé que sur une seule source anonyme, ce qui ne suffisait pas aux journalistes en question pour garantir l'exactitude de leurs affirmations, d'où leur démission.
Pour le journaliste politique américain Glenn Greenwald, cet épisode illustre l'imprudence journalistique dans le traitement médiatique des liens qui existeraient entre la Russie et Trump. Il note que ces fautes journalistiques « vont toutes dans la même direction : faire du battage médiatique et exagérer la menace posée par le Kremlin ».
Le même mois, John Bonifield, un des producteurs de la chaîne américaine CNN, affirme à un membre du Projet Veritas qui le filme en caméra cachée que l'affaire de l'ingérence russe dans la campagne de Trump pourrait être principalement fallacieuse, mais que CNN continuerait à la relater pour améliorer son audience. Selon lui, le directeur général (il désigne sans doute par cela le président Jeff Zucker (en)) aurait demandé expressément aux journalistes de continuer à enquêter sur ce sujet après la couverture de l'accord de Paris sur le climat. Bonifield estime également que si le précédent président Barack Obama avait été soumis au même traitement, le public aurait cessé de regarder la chaîne. Donald Trump estime qu'il est donc désormais prouvé que CNN arrange des fake news (infox). Paul Farhi, du Washington Post, note que Bonifield, producteur de reportages sur la santé et le médical, n'est pas interrogé sur sa connaissance réelle du traitement par CNN des problématiques politiques, et critique fortement la méthode utilisée. La chaîne précise que Bonifield ne fait qu'exprimer son opinion sur la question et qu'il ne fait pas partie des équipes chargées de cette enquête ; elle dit ne pas vouloir le sanctionner pour cette interview, car selon le communiqué, « la diversité des opinions est ce qui rend CNN forte ».
Par ailleurs, le Centre Shorenstein sur les médias et la politique (en) de l'université Harvard examinant dans une étude la manière dont les journalistes de dix grands médias avaient couvert Donald Trump durant les cent premiers jours de sa présidence montre que la tonalité de la couverture des nouvelles est négative à 93 % pour CNN.
La chaîne de nouvelles est souvent critiquée par la droite américaine et l'Alt-right pour son prétendu biais anti-Trump et sa prétendue diffusion de fausses nouvelles contre l'administration Trump. En 2025, à la veille de l’investiture de Donald Trump, le patron de CNN, Mark Thompson, a demandé à ses journalistes de ne pas porter de préjugés à l'écran contre le président Donald Trump et d'éviter toute expression d’indignation, comme ce fut le cas au cours de son premier mandat.

## Correspondants
Les Senior international correspondant, ou grand reporter en français, sont tous basés dans une ville d'un pays abritant les locaux de CNN (souvent la même, comme celle de Londres) mais peuvent très bien couvrir des événements partout dans le monde. La base indiquée correspond en réalité à leur lieu de vie habituel. C'est exactement le même cas pour les reporters basés au quatre coins des États-Unis, qui peuvent être appelés à couvrir un événement dans leur zone géographique. Ces correspondants officient aussi bien pour CNN que pour CNN International.

## Programmes

### Anciennes carrefours de l'info
- American Morning (Matinale Américaine) présentée par Paula Zahn (2001/2003), Bill Hemmer (2002/2005), Soledad O'Brien (2003/2005), Miles O'Brien et Carol Costello (juin 2005-avril 2007), Kiran Chetry et John Roberts (avril 2007-2011), Christine Romans et Carol Costello (avril-décembre 2011).
- Early Edition, créé en 2000 de 7 h à 9 h par Leon Harris et Carol Lin (jusqu'à mars 2001).
- Morning News (Matinale Info), crée en 2000 de 9 h à 12 h par Daryn Kagan et Bill Hemmer (jusqu'à avril 2001).
- Newsday par Frank Sesno et Jeanne Meserve pour le 12 h-12 h 30 (2000/2001).
- CNN Today par Lou Waters et Natalie Allen pour le 13 h-15 h (2000/2001).
- CNN Live Today de 10 h à 12 h 20 par Daryn Kagan ou Rick Sanchez ou Leon Harris (2001/2006).

### Émissions actuellement à l'antenne

#### Du lundi au vendredi
| Horaire     | Émission                              | Présentateur(s)                           |
| ----------- | ------------------------------------- | ----------------------------------------- |
| 5 h - 7 h   | CNN This Morning                      | Kasie Hunt                                |
| 7 h - 10 h  | CNN News Central                      | John Berman, Kate Bolduan et Sara Sidner  |
| 10 h - 11 h | CNN Newsroom with Jim Acosta          | Jim Acosta                                |
| 11 h - 12 h | The Bulletin with Pamela Brown        | Pamela Brown                              |
| 12 h - 13 h | Inside Politics with Dana Bash        | Dana Bash                                 |
| 13 h - 16 h | CNN News Central                      | Brianna Keilar et Boris Sanchez           |
| 16 h - 18 h | The Lead with Jake Tapper             | Jake Tapper                               |
| 18 h - 19 h | The Situation Room with Wolf Blitzer  | Wolf Blitzer                              |
| 19 h - 20 h | Erin Burnett OutFront                 | Erin Burnett                              |
| 20 h - 21 h | Anderson Cooper 360°                  | Anderson Cooper                           |
| 21 h - 22 h | The Source                            | Kaitlan Collins                           |
| 22 h - 23 h | CNN NewsNight King Charles (mercredi) | Abby Phillip Gayle King & Charles Barkley |
| 23 h - 0 h  | Laura Coates Live                     | Laura Coates                              |

#### Samedi
| Horaire     | Émission                                           | Présentateur(s)                 |
| ----------- | -------------------------------------------------- | ------------------------------- |
| 4 h - 6 h   | CNN Newsroom (en simultané avec CNN International) | Présentation tournante          |
| 6 h - 8 h   | CNN This Morning Weekends                          | Victor Blackwell & Amara Walker |
| 8 h - 9 h   | First of All with Victor Blackwell                 | Victor Blackwell                |
| 9 h - 10 h  | Smerconish                                         | Michael Smerconish              |
| 10 h - 11 h | The Chris Wallace Show                             | Chris Wallace                   |
| 11 h - 12 h | Christian Amanpour                                 | Christiane Amanpour             |
| 12 h - 16 h | CNN Newsroom with Fredricka Whitfield              | Fredricka Whitfield             |
| 16 h - 20 h | CNN Newsroom                                       |                                 |
| 20 h - 0 h  | CNN Original Series ou CNN Special Report          | -                               |

#### Dimanche
| Horaire     | Émission                                                   | Présentateur(s)                 |
| ----------- | ---------------------------------------------------------- | ------------------------------- |
| 4 h - 6 h   | CNN Newsroom (en simultané avec CNN International)         | Présentation tournante          |
| 6 h - 9 h   | CNN This Morning Weekends                                  | Victor Blackwell & Amara Walker |
| 9 h - 10 h  | IState of the Union with Jake Tapper and Dana Bash         | Jake Tapper and Dana Bash       |
| 10 h - 11 h | Fareed Zakaria GPS                                         | Fareed Zakaria                  |
| 11 h - 12h  | Inside Politics Sunday with Manu Raju                      | Manu Raju                       |
| 12 h - 13 h | State of the Union with Jake Tapper and Dana Bash (replay) | Jake Tapper and Dana Bash       |
| 13 h - 14 h | Fareed Zakaria GPS (replay)                                | Fareed Zakaria                  |
| 14 h - 17 h | CNN Newsroom with Fredricka Whitfield                      | Fredricka Whitfield             |
| 17 h - 20 h | CNN Newsroom                                               |                                 |
| 20 h - 21 h | The Whole Story with Anderson Cooper                       | Anderson Cooper                 |
| 21 h - 0 h  | CNN Original Series ou CNN Special Report                  | -                               |

## Budget
CNN dispose d’un budget annuel d’environ 700 millions de dollars en 2001.

## Chaînes du groupe CNN

### Les actuelles depuis 2005
- CNN/U.S. (États-Unis)
- CNN en Español (États-Unis)
- CNN Brasil (en partenariat avec Novus Mídia, Brésil)
- CNN International (monde, sauf les États-Unis)
- CNN+ (en partenariat avec Prisa TV, Espagne)
- CNN Türk (en Turquie)
- CNNj (au Japon)
- CNN Arabic (Monde arabe)
- CNN Chile (au Chili)
- CNN Indonesia (en partenariat avec Transmedia, Indonésie)
- CNN Business
- CNNMoney Switzerland (en Suisse)
- CNN Portugal (depuis 2021)

### Les anciennes
- CNN+, clôturée le 28 avril 2022[20].
- CNN Airport, diffusée aux États-Unis, dans les aéroports, arrêtée en 2021.
- CNN Sports Illustrated (alias CNNSI), chaîne d'informations sportives qui a cessé ses activités en 2002.
- CNNfn, chaîne d'informations financières qui a cessé ses activités en 2004.

## Canada
La chaîne fait partie de la liste des services non canadiens autorisés par le CRTC depuis avril 1985. Elle est disponible chez tous les câblodistributeurs canadiens.

## Controverses
En octobre 2007, une étude du Project for Excellence in Journalism (en) montre les différences de traitement entre les candidats démocrates et républicains dans les cinq premiers mois des primaires présidentielles. L'étude montre que CNN avait tendance à traiter les démocrates plus favorablement que les républicains et Barack Obama plus favorablement que ses adversaires démocrates.
En octobre 2016, WikiLeaks publie des e-mails envoyés par la contributrice de CNN Donna Brazile à l'équipe de campagne d'Hillary Clinton, avant les débats entre Clinton et son adversaire dans la primaire démocrate Bernie Sanders. Dans ces e-mails, Donna Brazile indique à l'équipe de campagne de la candidate certaines questions qui lui seront posées lors de débats organisés par CNN. La collaboration entre la chaîne et Donna Brazile a pris fin après ces révélations.
Pour Serge Halimi, l'aile droite du Parti démocrate et ses « relais médiatiques », dont notamment CNN, « ont adossé leur croisade antirusse aux éléments les plus militaristes et sécuritaires de la société ». Le journaliste Glenn Greenwald relève qu'« il est presque impossible de regarder MSNBC ou CNN sans être importuné par d'anciens généraux ou agents de la CIA ou du FBI qui travaillent désormais comme commentateurs sous contrats avec ces médias, voire comme reporters ».